# بيتر ماجنوسون
بيتر ماجنوسون (بالسويدية: Peter Magnusson)‏ (16 يوليو 1984 بالسويد - ) هو لاعب كرة قدم سويدي في مركز الدفاع. لعب مع نادي براغي ونادي ساندفيورد ونادي هاماربي لكرة القدم ونادي هلسنكي ونادي يورغوردينس وKlubi 04 ‏ ونادي فاسالوندس.

## وصلات خارجية
- بيتر ماجنوسون على موقع اتحاد السويد (السويدية)
- بيتر ماجنوسون على موقع قاعدة بيانات كرة القدم.إي يو (الإنجليزية)
- بيتر ماجنوسون على موقع Soccerway.com (الإنجليزية)